# Astrid Nunn
Astrid Nunn (* 1956 in Düsseldorf) ist eine deutsche Vorderasiatische Archäologin mit den Forschungsschwerpunkten Polychromie im Alten Orient, Ikonographie und die Levante in der Achämenidenzeit.
Nunn besuchte die Schule in Brüssel. Im Februar 1986 wurde sie nach ihrem Studium der Vorderasiatischen Archäologie mit den Nebenfächern Assyriologie, Semitistik und Turkologie (von WS 1977–1978) bei Barthel Hrouda mit der Dissertation „Die Wandmalerei und der glasierte Wandschmuck im Alten Orient“ an der Ludwig-Maximilians-Universität München (LMU) promoviert. Von 1990 bis 2001 war sie als wissenschaftliche Mitarbeiterin am Institut für Vorderasiatische Archäologie der Universität München tätig, wo 1997 auch ihre Habilitation bei Michael Roaf erfolgte. Seit 2001 ist sie nach einer Umhabilitierung außerplanmäßige Professorin für Altorientalistik (Vorderasiatische Archäologie) an der Universität Würzburg. Von 2008 bis 2010 war Nunn Mitarbeiterin im Projekt Kelainai/Apameia Kibotos und sein Umland: Erforschung einer Königsresidenz in Phrygien am Institut für Klassische Archäologie der LMU. Darüber hinaus ist sie seit 2010 Bearbeiterin der Mittelmeersammlung an der Archäologischen Staatssammlung München.
Nunn widmet sich in ihren Projekten u. a. der Polychromie im Alten Orient (Forschungsprojekt Polychromie der mesopotamischen Steinstatuen, mit Rupert Gebhard), gefördert von der Fritz Thyssen-Stiftung und der Ikonographie (mit Friedhelm Hartenstein und damit verbunden der Herausgabe eines Bildbandes zur Ikonographie Altvorderasiens und Altägyptens) sowie mit Régine Hunziker-Rodewald den Les terres cuites féminines de l’époque du Fer II (1.000 – env. 600 av. J. C.) à l’est du Jourdain (Ikonismus und Anikonismus im altorientalischen Kult). Ein weiteres Forschungsfeld liegt im Bereich der Levante in der Achämenidenzeit (mit Régine Hunziker-Rodewald) und damit verbunden der Planung eines Grabungsprojekts auf der Unterstadt des Tall Zira'a in der antiken Provinz Gilead (Nordjordanien, Eisenzeit und Achämenidenzeit).